# Away from the Sun
Away from the Sun (englisch für „Weg von der Sonne“) ist das zweite Studioalbum der US-amerikanischen Rockband 3 Doors Down. Es erschien im November 2002 und avancierte zum Chartalbum sowie Millionenseller.

## Entstehung und Veröffentlichung
Nachdem die Gruppe die Tournee zu ihrem erfolgreichen Debütalbum abgeschlossen hatte, erholten sich die Bandmitglieder vier Monate lang, bis sie wieder „hungrig wurden, Musik zu machen“. In einem gemieteten Haus arbeitete die Band vier Stunden am Tag an neuen Liedern. Laut Sänger Brad Arnold handeln viele Texte auf Away from the Sun von Einsamkeit, ein Gefühl das ihn während der Tournee inspiriert hatte.
Die Erstveröffentlichung von Away from the Sun erfolgte am 11. November 2002 bei Republic Records. Das Album erschien in seiner Originalausführung als CD mit zwölf Titeln (Katalognummer: 064 396-2). In Japan erschien im gleichen Monat eine separate Ausgabe mit dem Bonustitel Pop Song (Katalognummer: UICU-1037). Am 2. Dezember 2003 erschien eine sogenannte „Free Limited Edition“ mit Bonus-DVD, diese beinhaltet eine Liveaufnahme, Musikvideos sowie ein Making-of zur Albumentstehung (Katalognummer: 440 066 165 2). Im März 2004 erschien im Vereinigten Königreich eine Ausgabe mit den beiden Bonustiteln Kryptonite und Pop Song (Katalognummer: 067 563-2). Am 29. April 2004 erschien das Album als Hybrid-SACD (Katalognummer: B0000154-36). Am 26. Juli 2005 erschien es auch als DualDisc, welche zum einen das Album auf der einen Seite, und diverses Bonusmaterial auf der anderen Seite enthält. Bereits bei Veröffentlichung des originalen Albums wurde diese DualDisc in kleiner Auflage zusammen mit 14 anderen Alben veröffentlicht (Katalognummer: B0005016-82). Am 24. November 2017 erschien die Standardausführung erstmals als LP (Katalognummer: 0602557902181).
Geschrieben wurden alle Lieder gemeinsam von den 3-Doors-Down-Mitgliedern Brad Arnold, Matt Roberts, Todd Harrell und Chris Henderson, wobei Henderson bei den Liedern Dangerous Game und Sarah Yellin’ nicht am Schreibprozess beteiligt war. Für die Produktion zeichnete Rick Parashar verantwortlich.

## Titelliste
1. When I’m Gone – 4:20
2. Away from the Sun – 3:51
3. The Road I’m On – 3:59
4. Ticket to Heaven – 3:27
5. Running Out of Days – 3:31
6. Here Without You – 3:57
7. I Feel You – 4:07
8. Dangerous Game – 3:36
9. Changes – 3:56
10. Going Down in Flames – 3:28
11. Sarah Yellin’ – 3:17
12. This Time – 5:18 (Hidden Track, Beginn bei 0:29 Min.)

### Bonustitel
Großbritannien
1. Pop Song (Brad Arnold, Todd Harrell, Chris Henderson, Matt Roberts) – 3:12
2. Kryptonite (Brad Arnold, Todd Harrell, Matt Roberts) – 3:54

Japan
1. Pop Song – 3:12
2. This Time – 5:18

### Free Limited Edition (DVD)
1. Kryptonite (Brad Arnold) – 4:00 (Musikvideo)
2. Loser (Brad Arnold) – 4:31 (Musikvideo)
3. Duck and Run (Matt Roberts, Brad Arnold, Todd Harrell, Chris Henderson / Brad Arnold) – 4:06 (Musikvideo)
4. Be Like That (Chris Henderson, Brad Arnold / Brad Arnold) – 4:06 (Musikvideo)
5. Live – 4:54
6. The Making Of Away from the Sun – 12:08
7. Dangerous Game (Brad Arnold, Matt Roberts, Chris Henderson, Daniel Adair, Todd Harrell) – 3:36 (5.1 Dolby Digital / DTS)
8. When I’m Gone (Brad Arnold, Matt Roberts, Chris Henderson, Daniel Adair, Todd Harrell) – 4:19 (5.1 Dolby Digital / DTS)

## Singleauskopplungen

### When I’m Gone
Die erste Single aus Away from the Sun war lediglich in den USA erfolgreich, wo es das Lied auf Platz vier der offiziellen Charts geschafft hat und dafür mit Gold ausgezeichnet wurde. Zu dem Lied entstanden zwei unterschiedliche Musikvideos. Bei der Grammy-Verleihung im Jahr 2003 wurde das Lied in den Kategorien Best Rock Song und Best Rock Performance by a Band nominiert. Brad Arnold schrieb den Song an einem Abend in Puerto Rico, den er allein im Hotelzimmer verbrachte. Laut eigener Aussage hatte er dabei das Gefühl, dass alle dachten ihn zu kennen, obwohl sie es nicht taten.
1. When I’m Gone (Brad Arnold, Matt Roberts, Chris Henderson, Daniel Adair, Todd Harrell) – 4:26
2. Changes (Brad Arnold, Matt Roberts, Chris Henderson, Daniel Adair, Todd Harrell) – 3:56 (Album Version)
3. Living a Lie (Brad Arnold, Matt Roberts, Chris Henderson, Daniel Adair, Todd Harrell) – 3:35 (Zuvor unveröffentlicht)
4. Pop Song (Brad Arnold, Matt Roberts, Chris Henderson, Daniel Adair, Todd Harrell) – 3:12

### Here Without You
Mit dieser Ballade gelang der Band ihr erster großer Single-Erfolg in Deutschland, wo das Lied bis auf Platz 23 stieg, in den USA erreichte der Song Platz fünf und erhielt dort Doppel-Platin. Auch in anderen Ländern erreichte der Titel gute Chartplatzierungen, so etwa Platz 61 in der Schweiz und den 13. Platz in Österreich.
1. Here Without You (Brad Arnold, Matt Roberts, Chris Henderson, Daniel Adair, Todd Harrell) – 3:30
2. Here Without You (Brad Arnold, Matt Roberts, Chris Henderson, Daniel Adair, Todd Harrell) – 4:14 (Live)
3. It's Not Me (Brad Arnold, Matt Roberts, Todd Harrell, Chris Henderson) – 3:52 (Live)

### Away from the Sun
Sänger Brad Arnold bezeichnet dieses Lied als seinen Lieblingssong der Band. Chris Henderson nennt es 3 Doors Downs „Meisterwerk“. Das Lied erreichte in den USA Platz 62 und wurde mit Gold ausgezeichnet
1. Away from the Sun (Brad Arnold, Matt Roberts, Chris Henderson, Daniel Adair, Todd Harrell) – 3:51
2. Away from the Sun (Brad Arnold, Matt Roberts, Chris Henderson, Daniel Adair, Todd Harrell) – 3:45 (Acoustic Version)
3. Kryptonite (Brad Arnold) – 4:16 (Live)
4. Away from the Sun (Brad Arnold, Matt Roberts, Chris Henderson, Daniel Adair, Todd Harrell) – 3:45 (Video)

### Chartplatzierungen
| Jahr | Titel             | Höchstplatzierung, Gesamtwochen, AuszeichnungChartplatzierungen (Jahr, Titel, , Platzierungen, Wochen, Auszeichnungen, Anmerkungen) | Höchstplatzierung, Gesamtwochen, AuszeichnungChartplatzierungen (Jahr, Titel, , Platzierungen, Wochen, Auszeichnungen, Anmerkungen) | Höchstplatzierung, Gesamtwochen, AuszeichnungChartplatzierungen (Jahr, Titel, , Platzierungen, Wochen, Auszeichnungen, Anmerkungen) | Höchstplatzierung, Gesamtwochen, AuszeichnungChartplatzierungen (Jahr, Titel, , Platzierungen, Wochen, Auszeichnungen, Anmerkungen) | Höchstplatzierung, Gesamtwochen, AuszeichnungChartplatzierungen (Jahr, Titel, , Platzierungen, Wochen, Auszeichnungen, Anmerkungen) | Anmerkungen                              |
| Jahr | Titel             | DE | AT | CH | UK | US | Anmerkungen                              |
| ---- | ----------------- | --- | --- | --- | --- | --- | ---------------------------------------- |
| 2002 | When I’m Gone     | — | — | — | — | US4 Gold · (45 Wo.)US | Erstveröffentlichung: 23. September 2002 |
| 2003 | Here Without You  | DE23 Gold · (17 Wo.)DE | AT13 (15 Wo.)AT | CH61 (11 Wo.)CH | UK77 Gold · (1 Wo.)UK | US5 ×2×6Doppelplatin + Sechsfachplatin (Videosingle) · (51 Wo.)US                                                                   | Erstveröffentlichung: 11. August 2003    |
| 2003 | Away from the Sun | — | — | — | — | US62 Gold · (15 Wo.)US | Erstveröffentlichung: 20. Oktober 2003   |

## Rezeption
Michael Edele von laut.de bescheinigte, dass auf dem Album „jeder Song seinen eigenen Charme“ versprühe, „auch ohne auf bretzelnde Klampfen setzen zu müssen“.
Marcus Schleutermann zeigte sich im Magazin Rock Hard angetan von dem Album und urteilte: „Das Debüt The Better Life verkaufte sich weltweit über fünf Millionen Mal, erhielt diverse Awards und wurde für einen Grammy nominiert. Angesichts dieses furiosen Starts hatten 3 Doors Down mit dem Nachfolger eine schwere Bürde zu tragen. Ob sie den kommerziellen Erfolg wiederholen oder gar übertreffen, wird sich zeigen. Kreativ haben die Alternative-Rocker aus Mississippi dem Druck jedenfalls souverän standgehalten und mit Away from the Sun ein Album abgeliefert, das das Niveau des Erstlings sogar noch übertrifft. Die neue Single When I'm Gone steht dem alten Hit Kryptonite in nichts nach und liefert den perfekten Einstieg in ein Album ohne Ausfälle. Auch die restlichen elf Songs sind allesamt gut bis herausragend, wobei mir vor allem das erstaunlich heavy riffende Sarah Yellin’, das dramatische Changes sowie die beiden melancholisch angehauchten Ticket und I Feel You gefallen. Erwähnenswert sind überdies die Streicher-Ballade Here Without You und das mit Percussion-Elementen gewürzte Dangerous Game, mit denen die Band um den einmal mehr mit seiner charismatischen Stimme begeisternden Brad Arnold für Abwechslung sorgt. Produzent Rick Parashar (u. a. Temple Of The Dog, Nickelback) hat einen gewohnt erstklassigen Job abgeliefert und Away from the Sun einen gleichermaßen druckvollen wie transparenten Sound verliehen. Stark!“ Er gab neun von zehn möglichen Punkten.
Matthias Eisen von cdstarts.de sieht in dem Album eine „perfekte Wiederholung des Konzepts des Vorgängers“, was er allerdings auch als größte Schwäche ansieht, da „der doch oft sehr klischeehafte Rock der vier Amerikaner auf Dauer zu vorhersehbar, zu glatt produziert, ohne ein wirkliches Profil“ wirke.

## Kommerzieller Erfolg

### Chartplatzierungen
| ChartsChartplatzierungen       | Höchstplatzierung | Wochen |
| ------------------------------ | ----------------- | ------ |
| Deutschland (GfK)              | 28 (23 Wo.)       | 23     |
| Österreich (Ö3)                | 27 (9 Wo.)        | 9      |
| Schweiz (IFPI)                 | 49 (19 Wo.)       | 19     |
| Vereinigte Staaten (Billboard) | 8 (97 Wo.)        | 97     |

| ChartsJahrescharts (2003)      | Platzierung |
| ------------------------------ | ----------- |
| Vereinigte Staaten (Billboard) | 22          |

| ChartsJahrescharts (2004)      | Platzierung |
| ------------------------------ | ----------- |
| Vereinigte Staaten (Billboard) | 47          |

### Auszeichnungen für Musikverkäufe
| Land/Region                  | Auszeichnungen für Musikverkäufe (Land/Region, Auszeichnung, Verkäufe) | Verkäufe  |
| ---------------------------- | ---------------------------------------------------------------------- | --------- |
| Australien (ARIA)            | Platin                                                                 | 70.000    |
| Dänemark (IFPI)              | Gold                                                                   | 20.000    |
| Deutschland (BVMI)           | Gold                                                                   | 150.000   |
| Kanada (MC)                  | Platin                                                                 | 100.000   |
| Neuseeland (RMNZ)            | Platin                                                                 | 15.000    |
| Vereinigte Staaten (RIAA)    | 4× Platin                                                              | 4.000.000 |
| Vereinigtes Königreich (BPI) | Silber                                                                 | 60.000    |
| Insgesamt                    | 1× Silber · 2× Gold · 7× Platin ·                                      | 4.415.000 |